# 6時のサテライト
6時のサテライト（ろくじの・サテライト）はテレビ朝日で1979年4月2日から1981年10月2日まで放送された関東ローカル向けのニュースワイド番組。

## 概要
テレビ朝日の前身であるNETテレビの首都圏ローカルニュースは1970年のANN発足と共に誕生した夕方の「ANNニュース」枠内で放送されたのが始まりで、1972年から全国ニュースから分離して18時50分から19時に「ANNニュースレーダー」を放送開始した。
その後1975年の関西広域圏のネットチェンジ（毎日放送→朝日放送に変更）のため、全国ニュース（18時30分～18時50分）に「（新）ANNニュースレーダー」を移行させ、空いたローカル枠は「ANN首都圏ニュース」として放送した（事実上枠交換）。
この首都圏ニュースを1979年4月2日から18時～18時30分の30分枠に移動・時間延長させて「6サテ」が発足した。番組開始に際しては、系列局の朝日放送が2年前の1977年4月から開始した関西ローカル向けニュースワイド「たいむ6」の成功に影響を受けたものである。番組では首都圏各地のテレビ朝日支局・通信局を結んで、その日の首都圏の動きをわかりやすく解説した。
「女性の視点でニュースを伝える」というスタンスから、視聴者のターゲットも主婦層を中心とした女性に絞るとともに、キャスターやコメンテーター陣を女性で統一。「大宅映子のオヤジ採点」「荒舩清十郎のとばっちりトーク」などの日替わりの企画コーナーもあった。ちなみに初回のサブタイトルは「登場!!女・ニュース・女」である。
この後、テレビ朝日の首都圏ニュースワイドは
- 1981年10月-1983年9月「ニュースイブニング朝日」
- 1983年10月-1985年3月「首都圏レーダー」

と受け継がれた。「イブニング朝日」はニュースだけでなく、暮らしやレジャー、子供向けの情報も放送されるなど、ニュースマガジン仕立てであったが、「首都圏レーダー」は「6サテ」のように報道色の強い内容となった。
1985年4月に「ANNニュースレーダー」の45分ワイド化実施に伴い、単独番組としての首都圏ニュースは終了し、その後は全国ニュース内包が続くようになる。

## 出演者
- キャスター
  - 井上加寿子（RKB毎日放送出身のフリーアナウンサーで『木島則夫モーニングショー』の元・アシスタント）
  - 藤久ミネ（朝日放送出身のフリーアナウンサー・評論家）[1]
  - 篠原滋子[1]
- コメンテーター
  - 大宅映子
  - 中井貴恵
  - 澤地久枝

## その他
- 当番組の設置に伴い、それまで月〜木18:00 - 18:30の再放送枠は平日17:30 - 18:00に移動（同時に金曜日も再開）、このため、17:30の『わが家の友だち』（番宣番組）、17:40の『天気予報』、17:45の『ANNこども世界ニュース』、17:50の『朝日フラッシュニュース』は、全て廃枠となった。
  - なお直前まで再放送されていた『超電磁ロボ コン・バトラーV』（当初は月 - 水。『宇宙魔神ダイケンゴー』終了後に月 - 木に拡大）は、3月29日放送の第28話「やった! ニューV作戦」をもって終了し、代わって4月2日からは『がんばれ!レッドビッキーズ』が17:30枠で再放送を開始したため、『コンV』は全話再放送されないまま終わった。
  - 『朝日フラッシュニュース』は引き続き朝日新聞社制作とはしたもののテレビ朝日に制作を委託し、裏送りの形でテレビ埼玉・テレビ神奈川・千葉テレビ放送・群馬テレビをはじめ、ANNとの番組販売、ないしはクロスネットで取引関係のある放送局（富山テレビ放送、山陰放送、大分放送など）に向けて放送された。(のちにテレビ朝日が出資していた衛星チャンネル→朝日ニュースターに制作委託先を変更）
- 一方、金曜日に放送されていた『無敵鋼人ダイターン3』（名古屋テレビ制作）は、3月30日で終了、後継番組の『機動戦士ガンダム』は土曜17:30で放送される事となり、名古屋テレビ制作アニメは3作目にして同時ネットとなった（それまではテレ朝側が1日先行ネットだった）。